# Vinculopsis epipaschia
Vinculopsis epipaschia är en fjärilsart som beskrevs av Munroe 1964. Vinculopsis epipaschia ingår i släktet Vinculopsis och familjen Crambidae. Inga underarter finns listade i Catalogue of Life.